# Versorgungsraumschiff

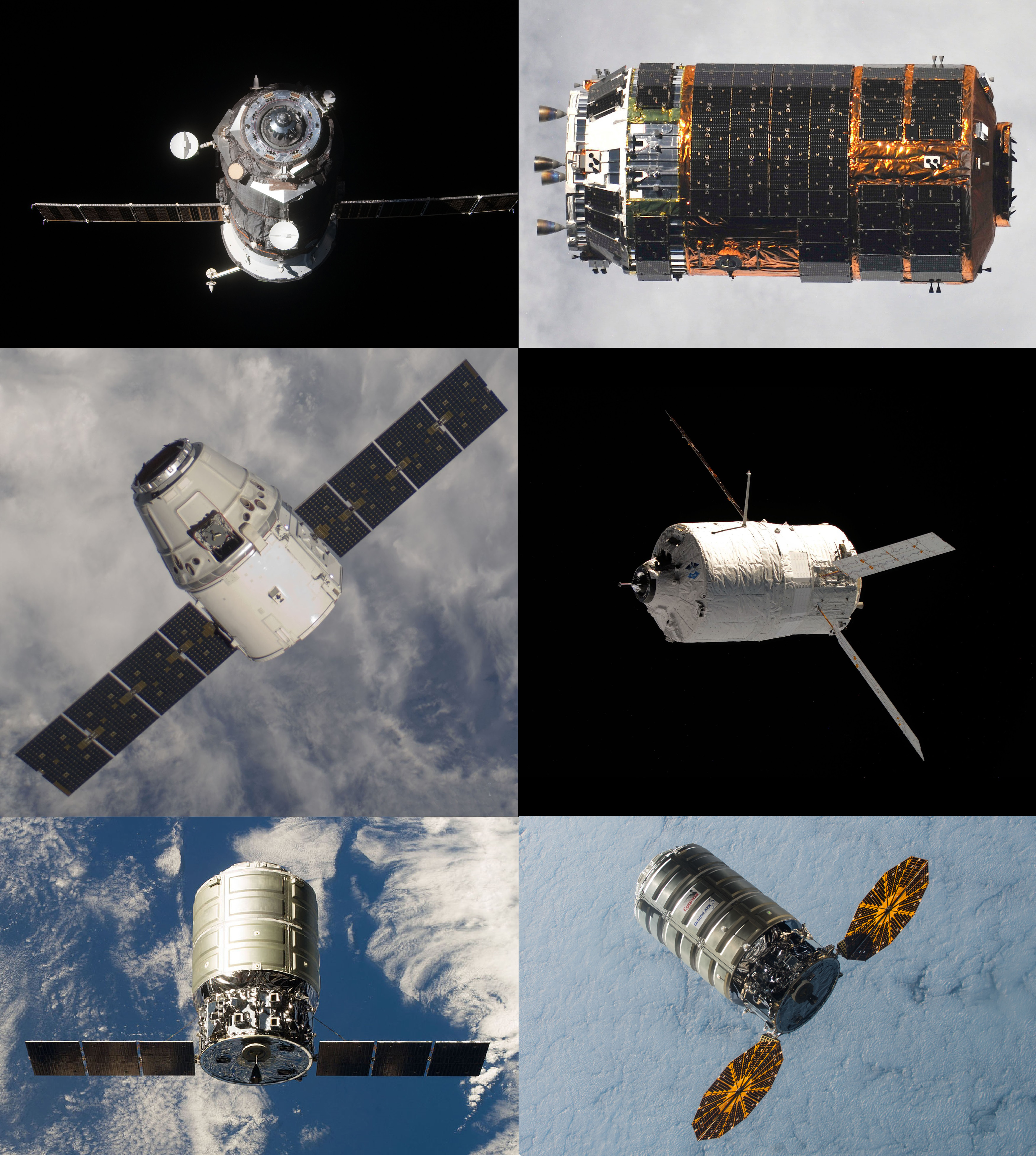
Versorgungsraumschiffe für die Internationale Raumstation

Ein Versorgungsraumschiff ist ein Raumfahrzeug, das in wesentlicher Funktion für den Gütertransport zu Raumstationen vorgesehen ist. Im Zusammenhang mit der Internationalen Raumstation werden Versorgungsraumschiffe pauschal auch als Raumtransporter bezeichnet. Im engeren Sinne gelten nur wiederverwendbare Transportraumschiffe als Raumtransporter.

## Beispiele für Versorgungsraumschiffe

### Progress
Progress (russisch Прогресс für  Fortschritt) ist ein russisches, von Sojus abgeleitetes, unbemanntes Versorgungsraumschiff, das Mitte der 1970er vom OKB-1 Koroljow (Experimental-Konstruktionsbüro-1, heute RKK Energija) zur Versorgung von Raumstationen der Saljut-Serie entwickelt wurde. Später wurde mit Progress auch die Raumstation Mir sowie bis heute die ISS angeflogen. Mit Progress-M, Progress-M1 und Progress-MM gab es bisher drei weitere Entwicklungsstufen, eine weitere ist mit Progress-MS in Vorbereitung. Der Frachter könnte in Zukunft durch den Parom-Raumschlepper ergänzt oder abgelöst werden.

### ATV
Das Automated Transfer Vehicle war der europäische Beitrag zur Versorgung der Internationalen Raumstation ISS. Es war ein Versorgungsraumschiff, das selbstständig zur ISS navigierte und dort autonom andockte. Neben dem Modul Columbus war dieses der europäische Beitrag zur Raumstation ISS mit dem Leistungen für die bemannten Missionen der ESA erbracht wurden.

### HTV
Das HTV (H-2 Transfer Vehicle) war ein von der japanischen Raumfahrtagentur JAXA entwickeltes, unbemanntes Versorgungsraumschiff.

### Cygnus
Cygnus ist ein Versorgungsraumschiff, das von der US-amerikanischen Firma Orbital Sciences Corporation entwickelt wurde.

### Cargo Dragon
Die Cargo Dragon ist ein Raumschiff des US-amerikanischen Unternehmens SpaceX. Im Gegensatz zur Cygnus verfügt es über eine Landekapsel und kann so Nutzlast zur Erde zurückbringen.

### Tianzhou
Die Chinesische Akademie für Weltraumtechnologie entwickelte das Versorgungsraumschiff Tianzhou, mit dem das 2016 gestartete Raumlabor Tiangong 2 angeflogen wurde. In einer überarbeiteten Version mit um 300 kg erhöhter Ladekapazität dienen die Tianzhou-Frachter seit 2021 zur Versorgung der Chinesischen Raumstation.

## Vergleich
| Raumschiff                  | Progress                    | Space Shuttle mit MPLM                                                 | ATV                         | HTV HTV-X                                     | Dragon 1 Dragon 2                             | Cygnus                                     | Tianzhou                                                                                                  | Dream Chaser  |
| --------------------------- | --------------------------- | ---------------------------------------------------------------------- | --------------------------- | --------------------------------------------- | --------------------------------------------- | ------------------------------------------ | --- | ------------- |
| Startkapazität              | 2,2–2,4 t                   | 9 t                                                                    | 7,7 t                       | 6,0 t 5,8 t                                   | 6,0 t                                         | 2,0 t (2013) 3,5 t (2015) 3,75 t (2019)    | 6,5 t (2017) 6,8 t (2021) 7,4 t (2023)                                                                    | 5,5 t         |
| Landekapazität              | 150 kg (mit VBK-Raduga)     | 9 t                                                                    | –                           | 20 kg (ab HTV-7)                              | 3,0 t                                         | –                                          | – | 1,75 t        |
| Besondere Fähigkeiten       | Reboost, Treibstofftransfer | Transport von ISPR, Transport von Außenlasten, Stationsaufbau, Reboost | Reboost, Treibstofftransfer | Transport von ISPR, Transport von Außenlasten | Transport von ISPR, Transport von Außenlasten | Transport von ISPR, Aussetzen von Cubesats | Treibstofftransfer, Stromversorgung der Raumstation, fest installierte Nutzlasten, Aussetzen von Cubesats |               |
| Träger                      | Sojus                       | STS                                                                    | Ariane 5                    | H-IIB H3                                      | Falcon 9                                      | Antares / Atlas V / Falcon 9               | Langer Marsch 7                                                                                           | Vulcan        |
| Startkosten (grobe Angaben) | 65 Mio. USD                 | 450 Mio. USD                                                           | 600 Mio. USD                | HTV: 300–320 Mio. USD                         | 150/230 Mio. USD (Dragon 1/2)                 | 260/220 Mio. USD (Cygnus 2/3)              | 570 Mio. Yuan                                                                                             |               |
| Hersteller                  | RKK Energija                | Alenia Spazio (MPLM)                                                   | Airbus Defence and Space    | Mitsubishi Electric                           | SpaceX                                        | Orbital Sciences                           | CAST | Sierra Nevada |
| Einsatzzeitraum             | seit 1978                   | 2001–2011                                                              | 2008–2015                   | 2009–2020 ab 2025                             | 2012–2020 seit 2020                           | seit 2014                                  | seit 2017                                                                                                 | ab 2025       |

kursiv = geplant